# Licania fasciculata
Licania fasciculata là một loài thực vật thuộc họ Chrysobalanaceae. Đây là loài đặc hữu của Panama. Chúng hiện đang bị đe dọa vì mất môi trường sống.